# María Felicidad de Saboya

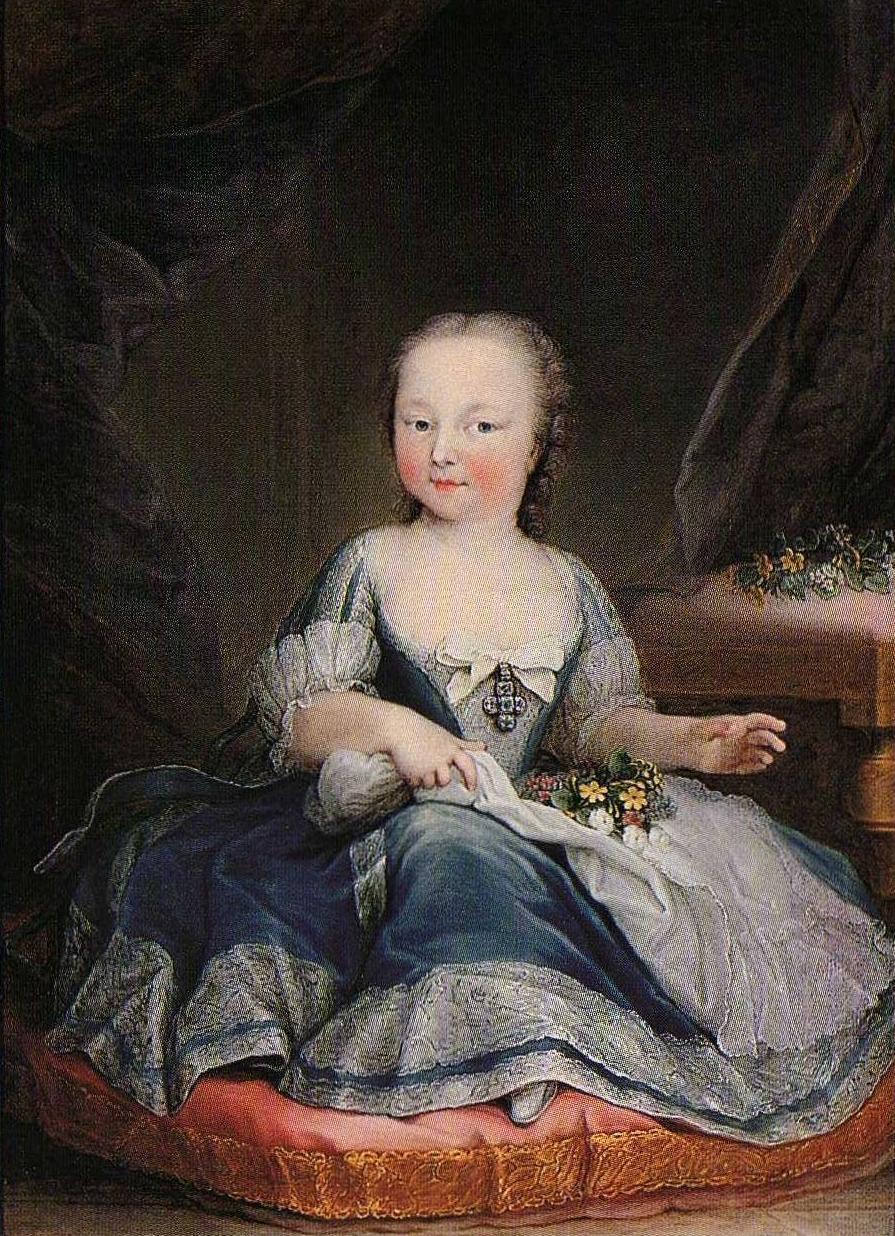
En su infancia por María Giovanna Clementi.

María Felicidad Victoria de Saboya (en italiano, Maria Felicita Vittoria di Savoia; Turín, 19 de marzo de 1730-Roma, 13 de mayo de 1801) fue una princesa de Cerdeña.

## Primeros años
Nació en el Palacio Real de Turín, siendo el cuarto vástago pero tercera hija del rey Carlos Manuel III de Cerdeña y de su segunda esposa, la landgravina Polixena de Hesse-Rotenburg. Su madre murió cuando tenía sólo cuatro años de edad y su padre se volvió a casar dos años más tarde con Isabel Teresa de Lorena, hermana menor del emperador Francisco I del Sacro Imperio Romano Germánico. Carlos Manuel e Isabel Teresa tuvieron tres hijos, entre ellos Benedicto de Saboya, duque de Chablais.
Entre sus primos maternos, se encontraban Víctor Amadeo II, príncipe de Carignano y la futura princesa de Lamballe. Sus primos paternos eran los reyes Fernando VI de España y Luis XV de Francia.
Era una mujer muy religiosa y nunca se casó. Fundó, con Giovanni Battista Canaveri, una casa en Turín para viudas y mujeres nobles indigentes conocido como "Convitto Principessa Maria Felicita di Savoia". Esto fue posible debido a un acto que tuvo que implementar su hermano.

## Revolución
El 6 de diciembre de 1798, la República francesa le declaró la guerra a Cerdeña, y su sobrino, el rey Carlos Manuel IV, se vio obligado a abdicar todos sus territorios en la península italiana y a retirarse a la isla de Cerdeña. Como este tenía poco interés en lo que quedaba de su reino, él y su esposa Clotilde vivieron en Roma y después en Nápoles como invitados de la rica familia Colonna. Mientras tanto, María Felicidad se fue a vivir con su otro sobrino a Italia como fugitivos.

## Muerte
María Felicidad murió en Roma el 13 de mayo de 1801 y fue enterrada en la Basílica de los Santos Apóstoles. Sobrevivió a todos sus hermanos, excepto al duque de Chablais. En 1858, sus restos fueron devueltos a Turín y enterrados nuevamente en la Basílica de Superga.